# Thespis
Thespis d’Icare (en grec : Θέσπις, fl. VIe siècle av. J.-C.) est considéré comme l’inventeur de la tragédie grecque et le premier acteur. L'historicité de Thespis a été et reste discutée. La plus ancienne des références à Thespis se trouve dans les Guêpes d'Aristophane. La plus ancienne source épigraphique à le mentionner est un fragment de la Chronique de Paros.

## Le mot Thespis
L'adjectif θέσπις est attesté dans l'Odyssée : il y qualifie deux fois un chant (θέσπιν ἀοιδήν) et une fois un chanteur (θέσπιν ἀοιδόν). θέσπις est considéré comme une abréviation de θεσπέσιος. Il signifie « inspiré par un dieu » qui doit s'entendre aussi bien comme « dont le contenu, de nature verbale, est inspiré par un dieu », c'est-à-dire « énoncé comme par un dieu » (à propos d'un chant) que comme « qui parle selon les dieux, qui parle comme un dieu » (à propos d'un aède).

## Thespis acteur
Thespis (en grec ancien, Θέσπις) serait né vers 566 av. J.-C. à Ikarion (aujourd'hui, Diónysos), un dème athénien de la tribu des Égéides. Thespis fut d’abord un acteur et l’un des premiers à se mettre en scène dans ses propres tragédies. Il aurait imaginé de diviser le chœur et d'insérer des tirades parlées par un personnage seul, séparé des choreutes. Selon la légende, il serait monté pour la première fois sur scène en 534 av. J.-C. (probablement le 23 novembre) pour interpréter lui-même ce premier rôle d'acteur de tragédie.
Il se déguisait, se grimait grâce à des pigments colorés préparés avec des plantes, comme le pourpier, et grâce à des masques en lin.
On dit que Thespis partait souvent en « tournée » avec ses autres comédiens à travers la région athénienne dans un chariot (arma). L'expression « monter sur le chariot de Thespis » signifia donc devenir acteur (et le substantif thespian est utilisé en anglais comme synonyme d'acteur/actrice). Ce « chariot de Thespis » est cité dans de nombreuses œuvres littéraires, notamment dans la préface de Cromwell de Victor Hugo, ou dans le roman Le Capitaine Fracasse de Théophile Gautier, et donne son titre à une bande dessinée de Christian Rossi.
Citons aussi Edmond Rostand : « Au manteau de Thespis je ne fais pas de trou » (Cyrano de Bergerac, acte I scène 4).

## Thespis dramaturge
En 550 av. J.-C. Thespis introduit en Attique un genre mi-religieux, mi-littéraire où se mêlent le chant et la danse. Il s'agit du dithyrambe, qu’il fait évoluer vers la tragédie, genre auquel il apporta de nombreuses améliorations.
Thespis avait remarqué que le drame satyrique lassait : la farce, la cabriole et la grimace fatiguaient acteurs et spectateurs. Thespis introduisit des passages plus narratifs, ayant souvent rapport à la mythologie, déclamés par un acteur ou par le coryphée et décisifs dans l'avancée de l'intrigue. Les histoires racontées étaient souvent légères ; elles s'inspiraient d’ailleurs du mythe de Dionysos et de ses Ménades. Le chœur prenait part à ces passages par des exclamations ou remarques. Thespis inventa donc l'acteur (ὑποκριτής, hypocritès) et les dialogues de théâtre, avant qu'Eschyle n’introduise le deutéragoniste et Sophocle le tritagoniste.
Thespis comme metteur en scène porta un soin particulier aux danses, énergiques et expressives, que l'on retrouvera chez Aristophane. Avec leurs danses, leurs musiques, leurs dialogues rapides et leurs histoires courtes, les pièces de Thespis ressemblaient à ce que l'on connaît aujourd'hui sous le nom de « ballet ».
D'après ce que l'on a retrouvé de ses pièces, Thespis utilisait le rythme joyeux, animé et mouvementé du trochée (du grec ancien τροχαῖος, « propre à la course »), pied composé d'une syllabe longue (accentuée) suivie d'une syllabe courte (non accentuée).
Thespis a participé à de nombreux concours organisés sous Pisistrate (Ve siècle av. J.-C.), dont en 534 av. J.-C. la première place des tragédies aux Grandes Dionysies. Les nouveautés proposées par Thespis, acceptées par le public, s'imposèrent progressivement au style de ses concurrents. Les changements instigués par Thespis furent appliqués dans les œuvres de Phrynichos le Tragique (Φρύνιχος), son élève.

## Œuvres
On attribue quatre pièces à Thespis même si on peut estimer que les fragments attribués à Thespis sont en réalité des tragédies contrefaites par Héraclide (Ἡρακλείδης, Héracléidès) le Pontique (ὁ Ποντικός), auteur platonicien bien postérieur à Thespis, voire par des auteurs chrétiens.

### Les Jeux funèbres en l’honneur de Pélias ou La Cavale(Ἆθλα Πελίου ἢ Φόρβας,Athla Péliou è Phorbas)
Cette pièce est considérée comme la plus « authentique » de toutes celles qui sont attribuées à Thespis. Le personnage de Phorbas désigne tout d'abord le conducteur du char de Persée, mais cela ne semble pas être le personnage étudié par Thespis, le dramaturge ferait référence à un mythe beaucoup plus ancien. On trouve des représentations des jeux funèbres de Pélias, organisés par Acaste, dès le VIIIe siècle av. J.-C. Le fils de Sisyphe, Glaucon, y serait venu pour montrer ses juments dressées à se nourrir de chair humaine, véritable atout pour le combat. Mais ses propres bêtes se seraient jetées sur lui et l'auraient dévoré, d'où le qualificatif de « funèbre » ainsi que le double titre de « cavale », signifiant le hennissement furieux d'une jument.

### Les prêtres(Ἱερεῖς,Hiéreïs)
Nous ne possédons aucune information sur l'intrigue de cette pièce et le titre n'est pas assez évocateur pour nous en fournir....

### Les jeunes gens(Ἠίθεοι,Èithéoi)
Ἠίθεοι désigne les sept jeunes gens envoyés en pâture au Minotaure selon la légende athénienne. Cette tragédie aurait pour sujet soit l'expédition de Thésée en Crète et sa victoire sur le Minotaure, soit la délivrance de ces adolescents par Thésée, épisode populaire à Athènes (il est donc plus probable que ce soit le sujet exact choisi par Thespis).

### Penthée(Πενθεύς,Pentheus)
Penthée, successeur de Cadmos et roi de Thèbes, refuse que le culte dionysien soit introduit dans ses terres. Alors qu'il se cache dans un arbre du mont Cithéron, les Ménades le découvrent et le réduisent en pièce. Mais la tragédie est considérée comme apocryphe.

## Thème artistique
Thespis apparaît dans le prologue de l'opéra Platée de Jean-Philippe Rameau. Il y est présenté, louant Bacchus et buvant, comme inventeur de la Comédie.

### Sources antiques et byzantines
- Anthologie grecque (BNF 12008290), liv. VII.
- Aristophane, Les Guêpes (BNF 12190053).
- Athénée, Les Déipnosophistes (BNF 12318305).
- Diogène Laërce, Vies, doctrines et sentences des philosophes illustres (BNF 12448668), Platon.
- Horace, Art poétique (BNF 12194492).
- Lucien de Samosate, Contre un bibliomane ignorant (BNF 15988459).
- Plutarque, Œuvres morales (BNF 12008285) :
  - Comment lire les poètes (BNF 12551561)
  - Les Athéniens se sont-ils davantage illustrés par la guerre ou par l'art ?
- Plutarque, Vies parallèles (BNF 12008377), Solon – Publicola (BNF 12385845), Solon, 29, 1-4.
- Souda (BNF 12467914) :
  - s.v.Ἀντιφάνης (« Aristophane »)
  - s.v.Σοφοκλῆς (« Sophocle »)
  - s.v.Θέσπις (« Thespis »)
- Thémistios, Discours (BNF 13179744).
- Vie d'Eschyle.